# Justice (álbum de Glay)
Justice é o décimo segundo álbum da banda japonesa de pop rock Glay, lançado simultaneamente a Guilty em 23 de janeiro de 2013. Chegou à primeira colocação nas paradas da Oricon e da Billboard Japan Top Albums. Ambos os álbuns são o segundo lançamento da banda com a sua gravadora própria, Loversoul Music & Associates.
O álbum foi lançado em dois formatos: uma edição regular com o CD apenas, e uma edição limitada com o CD e um DVD com um programa especial chamado RX-72 -Justice Edition-, apresentado pelo guitarrista solo da banda, Hisashi, e Mogi Junichi. O programa traz episódios da gravação do álbum e algumas conversas. Há também algumas faixas do show da banda no Zepp DiverCity em 10 de dezembro de 2012. Um DVD similar foi lançado com Guilty.
A faixa "Mahiru no Tsuki no Shizukesa ni" foi usada como tema do filme Sogen no Isu.

## Faixas
| N.º | Título                                                 | Duração |  |
| 1.  | "Who Killed My Diva"                                   | 3:29    |  |
| 2.  | "Route 5 Bayshore Line"                                | 3:41    |  |
| 3.  | "Paradise Lost"                                        | 4:41    |  |
| 4.  | "Love Impossible"                                      | 4:07    |  |
| 5.  | "Mahiru no Tsuki no Shizukesa ni" (真昼の月の静けさに) | 4:30    |  |
| 6.  | "Gestalt"                                              | 2:11    |  |
| 7.  | "Justice From Guilty"                                  | 4:38    |  |
| 8.  | "Kizu Darake no Taiyou" (傷だらけの太陽)               | 4:52    |  |
| 9.  | "Unmeiron" (運命論)                                    | 6:31    |  |
| 10. | "Smile"                                                | 3:23    |  |

Conteúdo do DVD (edição limitada apenas)
1. RX-72 -Justice Edition-
2. Imagens do 2012.12.10 Zepp DiverCity